# ユーグ3世 (ブルゴーニュ公)
ユーグ3世（フランス語：Hugues III, 1142年 - 1192年8月25日）は、ブルゴーニュ公（在位：1162年 - 1192年）。ウード2世とその妻であったシャンパーニュ伯兼ブロワ伯ティボー4世の娘マリーの長男。

## 生涯
ユーグ3世の治世に、ブルゴーニュ公国の平和が破られた。ユーグは好戦的な人物で、フランス王ルイ7世（若年王）と国境を巡って争った。フィリップ2世（尊厳王）がルイ7世の後を嗣いだとき、その混乱に乗じてフランス王の家臣に対して自らに臣従するよう強いた。これに対してフィリップ2世は怒り、公国に侵入してシャティヨンを包囲した。1186年にシャティヨンは陥落し、守っていたユーグ3世の嫡子ウードも捕らえられた。ユーグ3世は高い身代金を払い、フランス王国への不可侵を誓って講和を結んだ。
1187年、ユーグ3世は首都をディジョンへ遷して商業を発展させようと努力するなど、内政にも力を注いだ。
その後、ユーグ3世はフィリップ2世に随って第3回十字軍に参加した。彼はリチャード1世（獅子心王）の信頼を得、ともにサラーフッディーン（サラディン）と戦った。1191年6月にフィリップ2世がフランスへ帰還した後もユーグ3世はフランス兵の指揮官として残り、アルスフの戦い（1191年9月7日）やアッコの征服で功績を挙げた。1192年1月、ユーグ3世はアシュケロンに向かったが、そこで自身の軍への支払いに関してイングランド王リチャード1世と口論になった。
1192年8月25日にユーグ3世はアッコで死去した。

## 子女
1165年、ロレーヌ公マチュー1世の娘アリックスと結婚したが、1183年に離婚した。2人の間には以下の子女が生まれた。
- ウード3世（1166年 - 1218年）[2] - ブルゴーニュ公（1192年 - 1218年）
- アレクサンドル（1170年 - 1205年） - モンタギュー領主家の祖、ベアトリクス・ド・モンタギューと結婚[2]。
- ドゥース（1175年 - 1219年頃） - 1196年にシモン1世・ド・スミュールと結婚
- アリックス（1177年 - ?） - メルクール領主ベロー7世と結婚

1183年、アルボン女伯ベアトリス（アルボン伯ギーニュ5世の娘）と結婚し、以下の子女をもうけた。
- ギーニュ6世（1184年 - 1237年） - ヴィエンヌのドーファン[2]
- マオー（1190年 - 1242年） - 1214年にシャロン伯ジャン1世と結婚
- マルグリット（1192年 - 1243年） - 1222年にサヴォイア伯アメデーオ4世と結婚[8]